# Hubertus Menke
Hubertus Menke (* 31. August 1941 in Warburg; † 4. August 2025) war ein deutscher Philologe und Inhaber eines Lehrstuhls der Christian-Albrechts-Universität in Kiel. Menke machte sich wissenschaftlich in germanistischen Forschungsbereichen des norddeutschen und niederländischen Sprachraums verdient.

## Lebenslauf und wissenschaftlicher Werdegang
Hubertus Menke wurde als Sohn des Diplom-Landwirts und späteren Bundestagsabgeordneten Josef Menke (Gut Charlottenhof/Kreis Höxter) geboren. Nach dem Abitur 1963 am Realgymnasium in Hofgeismar studierte er bis 1969 die Fächer Deutsch, Geschichte und Niederländisch an den Universitäten Göttingen, Bonn und Köln, Löwen und Münster mit dem Abschluss des Magister- und des Ersten Staatsexamens 1969. Nach der Promotion 1974 folgte, nach Tätigkeiten als wissenschaftlicher Mitarbeiter und Rat an den Universitäten Münster und Kiel, 1982 die Habilitation in Kiel. Ab 1983 war Menke ordentlicher Professor an der Universität in Kiel.

## Tätigkeiten und Ehrungen
Menke war von 1992 bis 1994 Dekan der Philosophischen Fakultät der Universität Kiel und Gründungsvorsitzender des Instituts für Landesforschung. Von 1993 bis 2002 war er Vorsitzender des Vereins für niederdeutsche Sprachforschung; seit 2002 war er als wissenschaftlicher Leiter der Schleswig-Holsteinischen Universitätsgesellschaft tätig. Für seine Forschung erhielt er u. a. den Joost-van-den-Vondel-Preis. Als Gutachter war er u. a. für die Deutsche Forschungsgemeinschaft und den Belgischen und Österreichischen Nationalfonds tätig.

## Wissenschaftliche Schwerpunkte
Menkes wissenschaftliche Verdienste bestanden vor allem in der Aufnahme der sprachlichen Historie im norddeutschen Raum unter Berücksichtigung des Niederländischen, die er in Form eines Atlas erhoben hat. Seine im Jahre 1992 herausgegebene Bibliographie Bibliotheca Reinardiana, die die Drucke des Reineke-Fuchs-Stoffes bis zum Jahre 1800 zusammenführten, wird im Rahmen eines Forschungsprojekts fortgeführt als Bibliotheca Reinardiana II bis zum Jahre 2000.

## Veröffentlichungen (Auswahl)
- Die Tiernamen in van den Vos Reinaerde (= Beiträge zur Namenforschung. Beiheft, N.F., Bd. 6). Winter, Heidelberg 1970.
- Kurtzweilige Historien vnd andere Buecher in allerley Kuensten/Teutsch und Saechsisch. Zur Überlieferung, Gebrauchsweise und Wirkung der frühen Erzählprosa im niederdeutschen Sprachgebiet. In: Jahrbuch des Vereins für Niederdeutsche Sprachforschung. Bd. 102 (1979), S. 91–161.
- (Hrsg.): Reineke Fuchs am Ende des philolosophischen Jahrhunderts. Winter, Heidelberg 1980, ISBN 3-533-02944-1.
- Populäre "Gelehrtendichtung" im Dienste der reformatorischen Lehre. Zu Sinndeutung und Rezeption der Rostocker Überlieferung des „Reineke Fuchs“. In: Roderich Schmidt (Hrsg.): Beiträge zur pommerschen und mecklenburgischen Geschichte. J.-G. Herder-Institut, Marburg/Lahn 1981, S. 35–99, ISBN 3-87969-157-6.
- Das Namengut der frühen karolingischen Königsurkunden. Ein Beitrag zur Erforschung des Althochdeutschen (= Beiträge zur Namenforschung. Beiheft, N.F., Bd. 19). Winter, Heidelberg 1980, ISBN 3-533-02963-8 (= Dissertation Universität Münster).
- Die europäischen Reineke-Fuchs-Drucke bis zum Jahre 1800 (= Bibliotheca Reinardiana. Bd. 1). Hauswedell, Hamburg 1992, ISBN 3-7762-0313-7.
- (Hrsg.): Die Niederlande und der europäische Nordosten. Ein Jahrtausend weiträumiger Beziehungen (700–1700) (= Landesforschung. Bd. 1). Wachholtz, Neumünster 1992, ISBN 3-529-06451-3.
- (Hrsg.): Akten des 4. Nordischen Symposions "Niederdeutsch in Skandinavien" in Lübeck-Travemünde, 22.–25. August 1991 (= Niederdeutsch in Skandinavien. Bd. 4). Schmidt, Berlin 1993, ISBN 3-503-03055-7.
- Niederdeutsch: eigenständige Sprache oder Varietät einer Sprache? In: Eva Schmitsdorf (Hrsg.): Lingua Germanica. Studien zur deutschen Philologie. Jochen Splett zum 60. Geburtstag. Waxmann, Münster 1998, S. 171–184, ISBN 3-89325-632-6.
- Zuvor niemals also gedruckt. Das (hoch-)deutsche Erfolgsbuch Reineke Fuchs. In: Philobiblon. Bd. 44 (2000), S. 186–212.
- "Een 'Sprak' is man blots een Dialekt, de sik to wehr setten kann. Nachlese zur Diskussion um die Europäische Sprachenschutzcharta. In: Ursula Föllner (Hrsg.): Niederdeutsch. Sprache und Literatur der Region (= Literatur – Sprache – Region. Bd. 5). Lang, Frankfurt/M. 2001, S. 9–33, ISBN 3-631-37194-2.
- Die niederdeutsche Philologie. Das Alt- und Mittelniederdeutsche (Mediosaxonistik). In: Niederdeutsch an den Universitäten. Lehre und Forschung. Isensee, Oldenburg 2002, S. 14–30, ISBN 3-89598-844-8.
- Niederdeutsch – die andere deutsche Sprache? In: Birte Arendt (Hrsg.): Die Konstanz des Wandels im Niederdeutschen (=Schriftenreihe Philologia. Bd. 86). Kovač, Hamburg 2005, S. 169–190, ISBN 3-8300-1902-5.